# 当麻駅
当麻駅（とうまえき）は、北海道上川郡当麻町4条東3丁目にある北海道旅客鉄道（JR北海道）石北本線の駅である。電報略号はトウ。事務管理コードは▲122503。駅番号はA35。快速「きたみ」と普通列車が停車する。
かつては国鉄バス当麻線の起点だったが、1984年3月末で廃止され、現在は当麻町営バスが運行している。

## 歴史

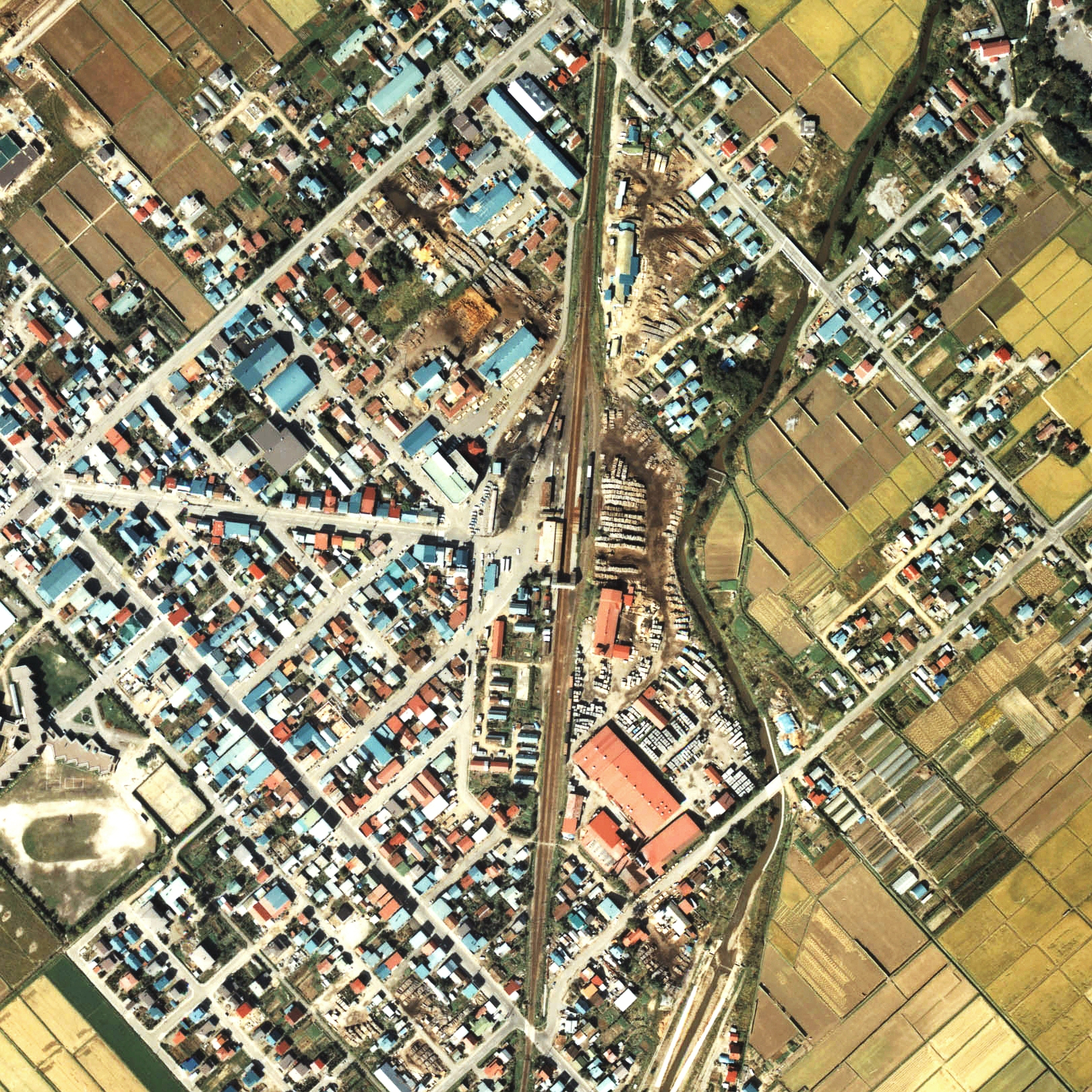
1977年の当麻駅と周囲約750m範囲。上が上川方面。

- 1922年（大正11年）11月4日：鉄道省石北線新旭川駅 - 愛別駅間開業に伴い開業（一般駅）[3]。
- 1927年（昭和2年）10月10日：所属路線名が石北西線に改称[4]。
- 1932年（昭和7年）10月1日：新旭川駅 - 野付牛駅（現・北見駅）間を石北線と線名改称[4]。
- 1949年（昭和24年）6月1日：公共企業体である日本国有鉄道に移管。
- 1961年（昭和36年）4月1日：所属路線名が石北本線に改称[4]。
- 1966年（昭和41年）2月5日：現駅舎が改築落成（工費2,350万円）[5][6]。
- 1978年（昭和53年）12月1日：貨物取扱い廃止[1][7]。
- 1984年（昭和59年）
  - 2月1日：荷物取扱い廃止[1][7]。
  - 11月10日：CTC導入後の第2次合理化の際、駅員無配置駅となる[8][7]。簡易委託化[7]。
- 1987年（昭和62年）4月1日：国鉄分割民営化により北海道旅客鉄道（JR北海道）に継承[4]。
- 1988年（昭和63年）11月3日：この日までに当駅の地上設備の改良工事が行われ、優等列車の到達時分の短縮に寄与した[9]。
- 1998年（平成10年）7月：駅舎内に「アグリステーションTOHMA」が開店[10]。
- 2005年（平成17年）12月頃：簡易委託廃止。完全無人化。
- 2006年（平成18年）3月18日：特急「オホーツク」（9・10号）が季節運行化され[11]、当駅に停車する定期優等列車がなくなる。特別快速「きたみ」が停車するようになる。
- 2008年（平成20年）3月16日：特急「オホーツク」（9・10号）が季節運行を終了、当駅に停車する優等列車が完全に消滅する。
- 2025年（令和7年）1月30日：駅構内の踏切を列車が通過した際、警報音が鳴らずランプも光らないトラブルが発生する。人身事故には至らず。警報機を鳴らす機器の老朽化による故障が原因とみられる[12]。

### 駅名の由来
アイヌ語の「ト・オマ・ナイ」（沼のある谷川）が転訛したものである。

## 駅構造
2面2線の相対式ホームをもつ地上駅。駅舎反対側2番線が一線スルーとなっている。ホーム間の移動は跨線橋を使う。
旭川駅管理の無人駅。コンクリート造りのやや大きめの駅舎を有し、旧駅務室に野菜直売所「アグリステーションTOHMA」が入居している。駅舎外に男女別の水洗式便所がある。

### のりば
| 番線 | 路線      | 方向 | 行先           |
| ---- | --------- | ---- | -------------- |
| 1    | ■石北本線 | 下り | 上川・北見方面 |
| 1・2 | ■石北本線 | 上り | 旭川方面       |

- 2番線は一部の列車のみ使用

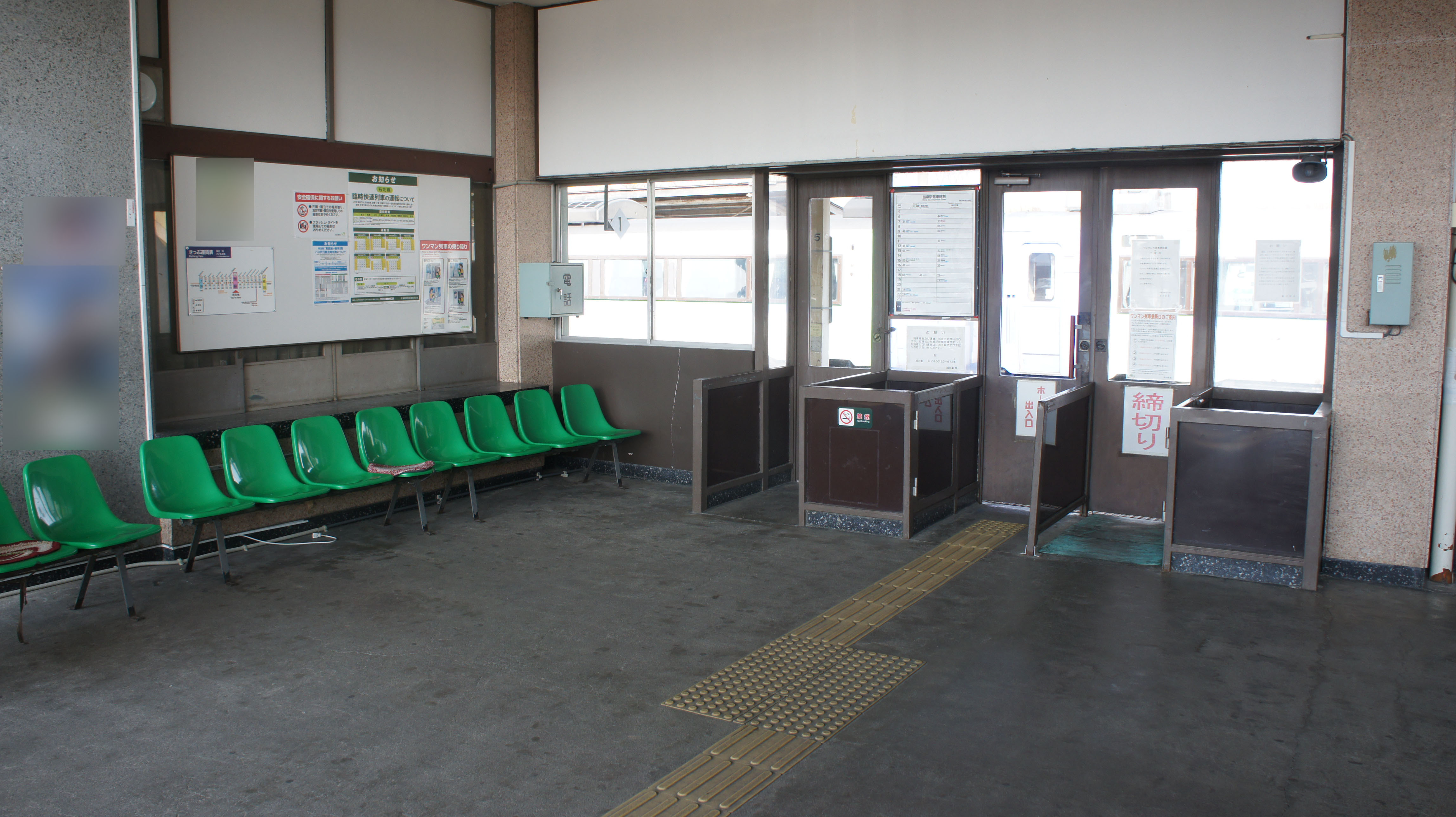
待合室（2018年4月）
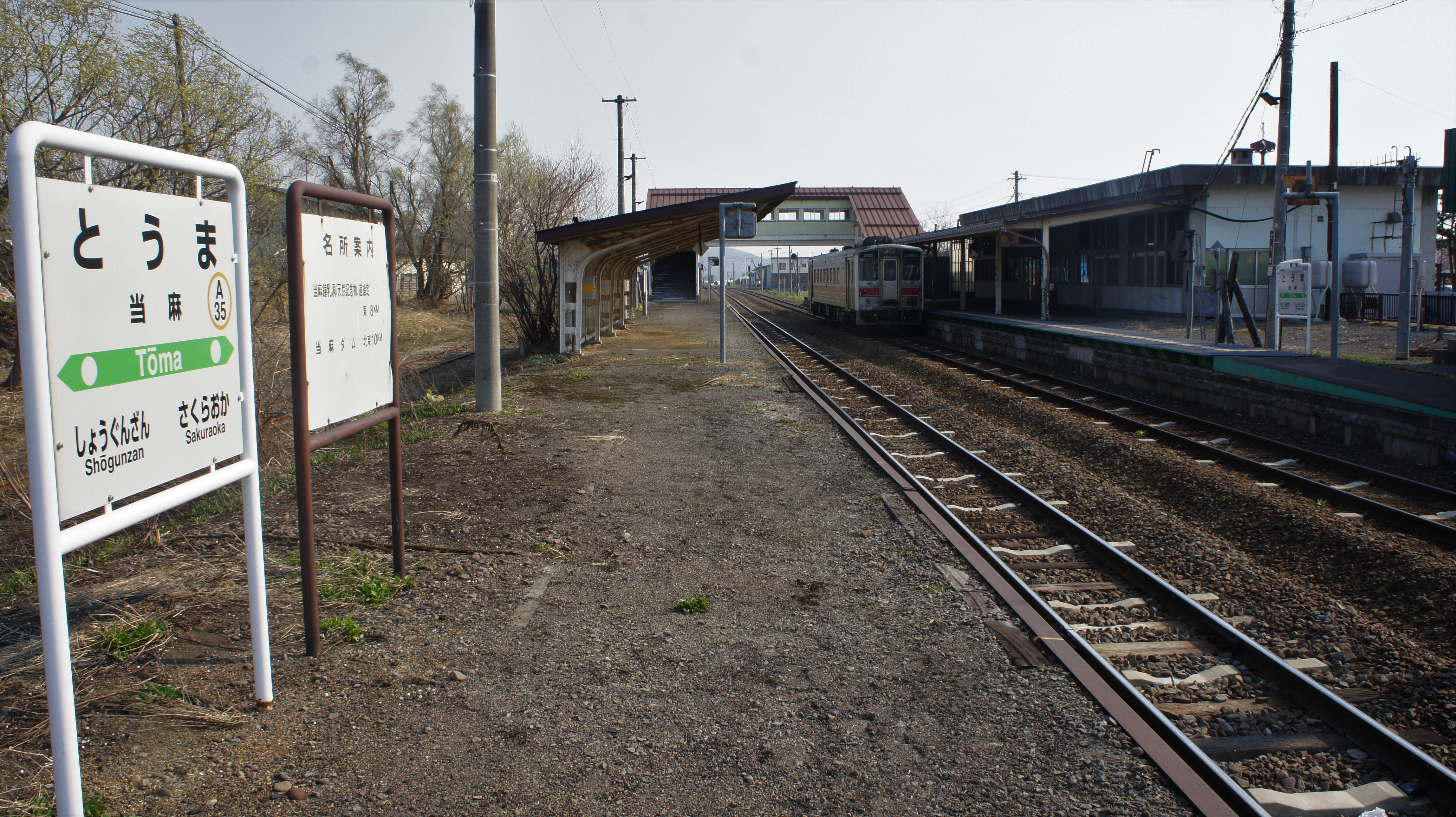
ホーム（2018年4月）
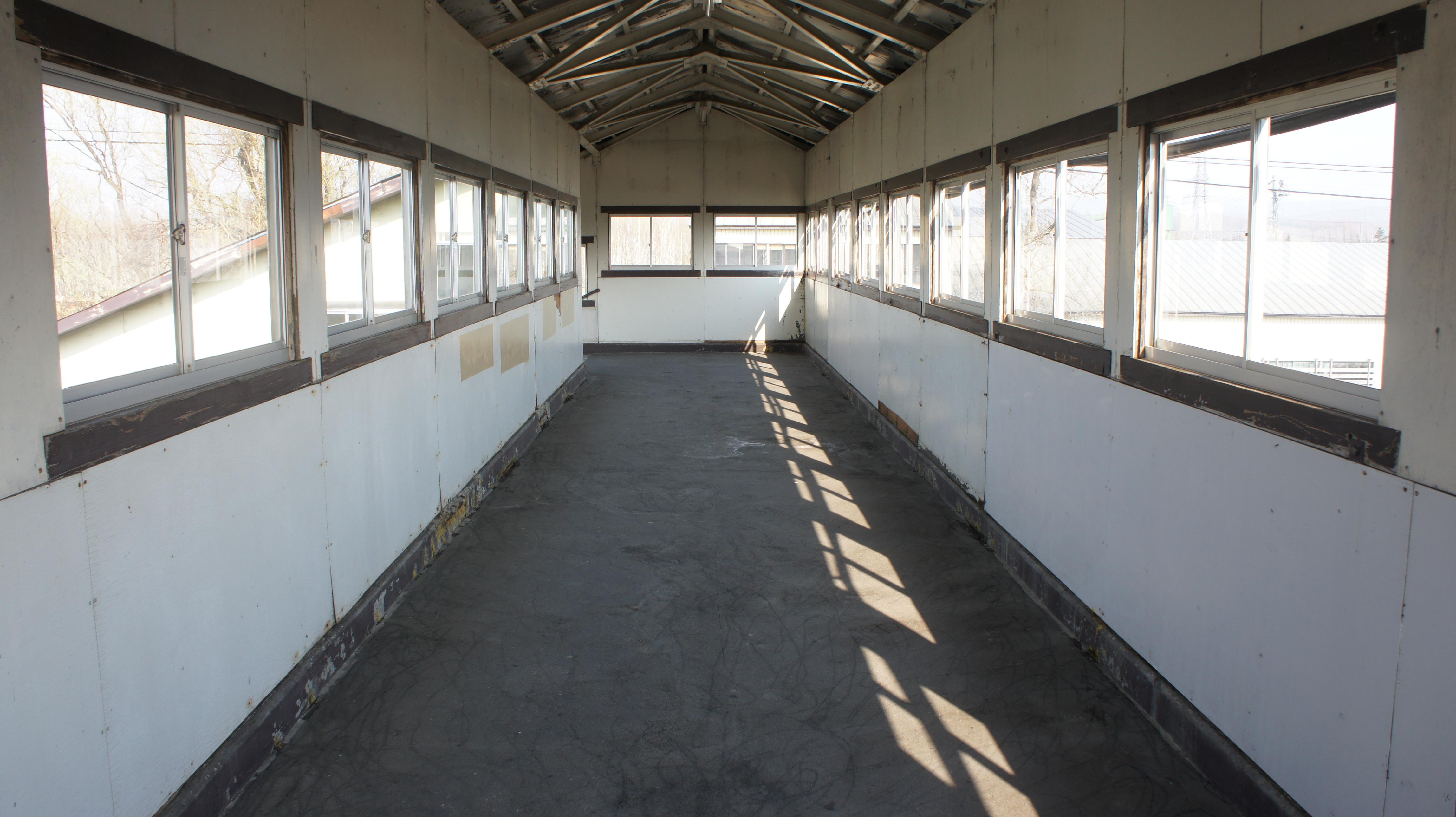
跨線橋（2018年4月）
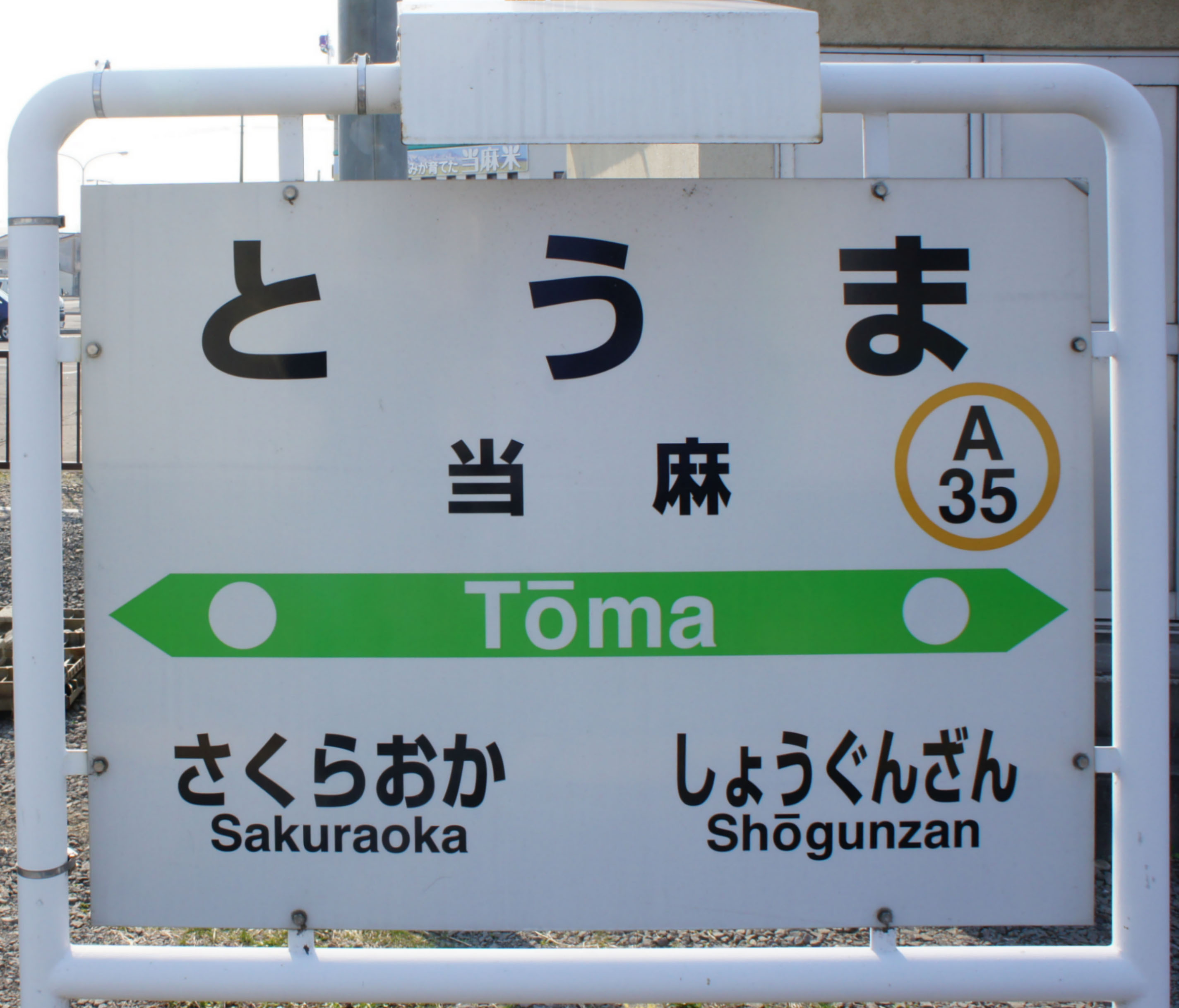
駅名標（2018年4月）

## 利用状況
乗車人員の推移は以下のとおり。年間の値のみ判明している年については、当該年度の日数で除した値を括弧書きで1日平均欄に示す。乗降人員のみが判明している場合は、1/2した値を括弧書きで記した。
また、「JR調査」については、当該の年度を最終年とする過去5年間の各調査日における平均である。
| 年度               | 乗車人員 | 乗車人員 | 乗車人員 | 出典       | 備考 |
| 年度               | 年間     | 1日平均  | JR調査   | 出典       | 備考 |
| ------------------ | -------- | -------- | -------- | ---------- | ---- |
| 1978年（昭和53年） |          | 747      |          | [ 5 ]      |      |
| 2016年（平成28年） |          |          | 148.8    | [ JR北 1 ] |      |
| 2017年（平成29年） |          |          | 151.0    | [ JR北 2 ] |      |
| 2018年（平成30年） |          |          | 150.8    | [ JR北 3 ] |      |
| 2019年（令和元年） |          |          | 145.4    | [ JR北 4 ] |      |
| 2020年（令和02年） |          |          | 137.8    | [ JR北 5 ] |      |
| 2021年（令和03年） |          |          | 129.0    | [ JR北 6 ] |      |
| 2022年（令和04年） |          |          | 121.0    | [ JR北 7 ] |      |
| 2023年（令和05年） |          |          | 116.0    | [ JR北 8 ] |      |

## 駅周辺
当麻町の中心駅。商店街や住宅等があり市街地を形成している。
- 国道39号
- 道の駅とうま
- 当麻町役場
- 旭川東警察署当麻駐在所
- 当麻郵便局
- 旭川信用金庫当麻支店
- 北洋銀行当麻支店 - 2025年8月4日付で永山中央支店（旭川市）内の店舗内店舗となる[14]。
- 当麻農業協同組合（JA当麻）
- 当麻鍾乳洞
- 当麻スキー場
- 道北バス・当麻町営バス「当麻駅前」停留所

## 隣の駅
北海道旅客鉄道（JR北海道）
■石北本線

■普通
桜岡駅 (A34) - 当麻駅 (A35) - *将軍山駅 (A36) - 伊香牛駅 (A37)
*打消線は廃駅

### JR北海道
1. ↑  「石北線（新旭川・網走間）」（PDF）『線区データ（当社単独では維持することが困難な線区）』、北海道旅客鉄道、2017年12月8日。オリジナルの2017年12月9日時点におけるアーカイブ。2017年12月10日閲覧。
2. ↑  「石北線（新旭川・網走間）」（PDF）『線区データ（当社単独では維持することが困難な線区）(地域交通を持続的に維持するために)』、北海道旅客鉄道株式会社、3頁、2018年7月2日。オリジナルの2018年8月19日時点におけるアーカイブ。2018年8月19日閲覧。
3. ↑  “石北線（新旭川・網走間）” (PDF). 線区データ（当社単独では維持することが困難な線区）(地域交通を持続的に維持するために).   北海道旅客鉄道. p. 3 (2019年10月18日). 2019年10月18日時点のオリジナルよりアーカイブ。2019年10月18日閲覧。
4. ↑  “石北線（新旭川・網走間）” (PDF). 地域交通を持続的に維持するために > 輸送密度200人以上2,000人未満の線区（「黄色」8線区）.   北海道旅客鉄道. p. 3・4 (2020年10月30日). 2020年11月2日時点のオリジナルよりアーカイブ。2020年11月2日閲覧。
5. ↑  “駅別乗車人員  特定日調査（平日）に基づく”.   北海道旅客鉄道. 2022年8月3日時点のオリジナルよりアーカイブ。2022年8月14日閲覧。
6. ↑  “駅別乗車人員  特定日調査（平日）に基づく”.   北海道旅客鉄道. 2022年9月3日時点のオリジナルよりアーカイブ。2022年9月3日閲覧。
7. ↑  “駅別乗車人員  特定日調査（平日）に基づく”.   北海道旅客鉄道. 2023年11月10日時点のオリジナルよりアーカイブ。2023年11月10日閲覧。
8. ↑  “駅別乗車人員  特定日調査（平日）に基づく”.   北海道旅客鉄道 (2024年). 2024年9月9日時点のオリジナルよりアーカイブ。2024年9月9日閲覧。